# Bojan Globočnik
Bojan Globočnik (ur. 26 lutego 1962 w Kranju, zm. w sierpniu 2021) – jugosłowiański skoczek narciarski, reprezentant klubu SK Triglav Kranj, uczestnik Zimowych Igrzysk Olimpijskich 1984.
Wystartował w konkursie skoków narciarskich w ramach igrzysk olimpijskich w Sarajewie. Oddał skoki na 80 oraz 73 metry, dzięki czemu z notą 166,3 punktu został sklasyfikowany na 40. miejscu w łącznej klasyfikacji.
Kilkukrotnie wystąpił także w zawodach Pucharu Świata, jednak nigdy nie zdobył punktów. Jego najlepszym rezultatem, poza miejscem zajętym na igrzyskach olimpijskich w Sarajewie, było 49. miejsce w zawodach PŚ w Innsbrucku w 1984.